# Barachiel

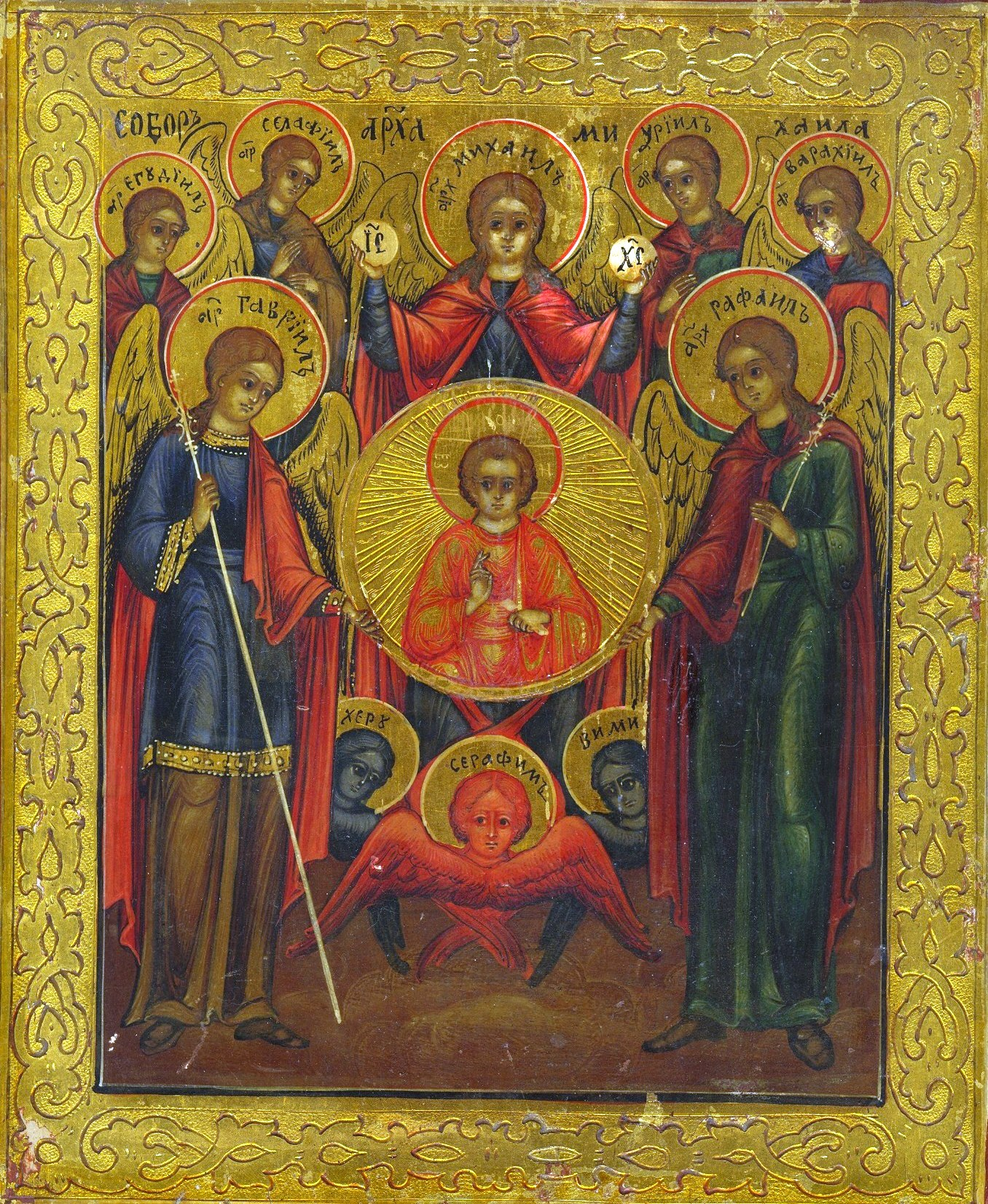
Rat der Engel (Ангелскй Собор). Russische Ikone der sieben Erzengel (von links nach rechts: Jehudiel, Gabriel, Sealtiel, Michael, Uriel, Raphael, Barachiel, versammelt um Christus Emmanuel), 18. Jh.

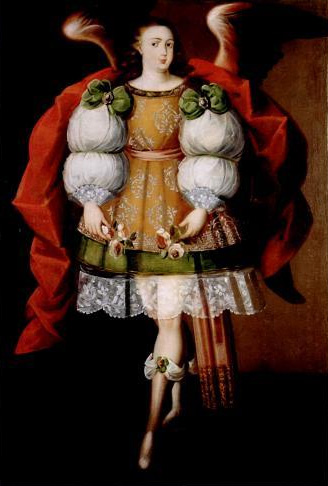
Meister von Calamarca: Der Engel Barachiel, Bolivien, ca. 1750

Barachiel (hebräisch ברכיאל ‚Segen Gottes‘) ist einer der in apokryphen Schriften namentlich benannten sieben Erzengel. Neben den Engeln Gabriel, Michael, Raphael und Uriel wurden im frühen Mittelalter vor allem in der Tradition der byzantinisch-orthodoxen Kirchen drei weitere Erzengel namentlich benannt: Barachiel, Jehudiel und Sealtiel. Die Verehrung Uriels und der Engel Barachiel, Jehudiel und Sealtiel setzte sich in der Westkirche nicht dauerhaft durch, obwohl sich Belege für die Verehrung von sieben Erzengeln im Mittelalter und wieder im Barock finden.

## Geschichte des Engelnamens
In dem zwischen 130 v. Chr. und 68 n. Chr. entstandenen Buch Henoch werden „sieben heilige Engel, die allzeit wachen“, genannt. Im 15. Jahrhundert beschrieb der Mönch Amadeu da Silva Meneses († 1482) seine Vorstellung von sieben Erzengeln, in der er einen als Barachiel benennt.
Der Name Barachiel findet sich auch in der Schreibweise Barbiel, Barchiel oder Barkiel. Manchmal wird auch geglaubt, dass er in der Schreibweise Baraqiel, Baraqel oder Berâkêl diesem im Buch Henoch genannten Engel gleichzusetzen ist.

## Ikonographie
In der christlichen Ikonographie wird Barachiel oft mit seinem Attribut dargestellt, einer weißen Rose oder weißen Rosenblättern auf seiner Kleidung. In der Ikonenmalerei der orthodoxen Kirche wird Barachiel als einer der sieben Erzengel dargestellt.
In der Ikonographie der Westkirche ist Barachiel nur noch sehr selten zu finden. Nachdem auf einem alten Fresko in der den sieben (Erz-)Engeln geweihten Kirche Sette Angeli in Palermo Anfang des 16. Jahrhunderts eine Darstellung derselben wiederentdeckt wurde, kamen in der Ikonographie auch solche Darstellungen wieder auf. Jedoch wurden sie bald auf Drängen kirchlicher Autoritäten übermalt. In Gemälden und Figuren der Barockzeit ist Barachiel gelegentlich wieder zu finden, z. B. auf Emporenbildern in der Pfarrkirche Mattsies, nach einem gegenreformatorischen Bildprogramm auf Deckengemälden in der Stadtpfarrkirche Maria Himmelfahrt in Weilheim und einer Serie des Meisters von Calamarca aus Bolivien von ca. 1750.